# Porträtt av en dam (van der Weyden)
Porträtt av en dam eller Kvinnoporträtt är en oljemålning av den flamländske konstnären Rogier van der Weyden. Den målades omkring 1460 och är sedan 1937 utställd på National Gallery of Art i Washington. 
van der Weyden var en ansedd porträttmålare som porträtterade flera kungligheter. Den här målningen avbildar en okänd adelsdam. Försjunken i tankar tycks den unga kvinnan vara helt omedveten om betraktaren. Karaktäristiskt är den svarta bakgrunden, de mjuka konturerna och den sänkta blicken som tyder på blyghet. För moderna betraktare har hon ovanligt hög panna. Detta var i själva verket ett mode som man åstadkom genom att plocka hårfästet.